# Zofia Wichłacz
Zofia Wichłacz est une actrice polonaise.

## Filmographie

### Cinéma
- 2012: Był sobie dzieciak
- 2013: Niegdyś moja matka
- 2014: Miasto 44 : Alicja "Biedronka"
- 2016: Powidoki

### Télévision
- 2013: Głęboka woda
- 2013: Moralność pani Dulskiej
- 2014: Lekarze
- 2014: Jan Karski
- 2018: 1983 : Karolina Lis"
- 2019: Kidnapping

## Distinctions
- Polskie Nagrody Filmowe
  - Découverte de l'année en 2015 pour son rôle de Alicja "Biedronka" dans Miasto 44
- Festival du film polonais de Gdynia
  - Meilleure actrice en 2014 pour son rôle de Alicja "Biedronka" dans Miasto 44